# Calleupalamus africanus
Calleupalamus africanus là một loài tò vò trong họ Ichneumonidae.